# Acca (Dunwich)
Æcca (auch Acca; † zwischen 705 und 747) war Bischof von Dunwich. Er wurde nach 673 zum Bischof geweiht und trat sein Amt im Anschluss an. Er starb zwischen 705 und 747.